# 今石洋之
今石洋之（日语：／ Imaishi Hiroyuki，1971年10月4日—），是一位日本動畫導演、動畫師。東京都出身，目前是TRIGGER的聯合創始人之一兼董事，在創立TRIGGER之前曾是GAINAX的動畫師和導演。

## 經歷
就讀日本多摩美術大學美術部藝術學科，専攻影像製作。畢業後進入GAINAX。首次工作就遇上掀起社會現象的《新世紀福音戰士》，負責原畫和動畫的部分。此後在《他和她的事情》及《FLCL》擔任多集作畫監督及分鏡工作。於《DEAD LEAVES》首次成為監督。風格頗受動畫師金田伊功影響，常應用到行內俗稱「金田透視法」於作畫中。當中以《他和她的事情》第19話的製作和遊戲的片頭動畫最能突顯相關能力。
2007年，其監督的《天元突破 紅蓮螺巖》以嶄新的表達手法，構思和包裝故事，令其在第12回動畫神戶賞中得到「個人賞」，亦帶領其他製作成員於多個動畫展覽和頒獎典禮中得到提名及獎項。包括2008年獲得了東京國際動畫博覽會的最佳電視製作和最佳角色設計兩項大獎。 此外，今石也是同人組織「墨水瓶」的主辦人，筆名為際志宇舞。
2011年，帶同《天元突破 紅蓮螺巖》的班底離開GAINAX。，2011年8月22日與大塚雅彦成立新動畫公司TRIGGER，他在工作室的第一部導演作品為《KILL_la_KILL》。
喜歡電影，特別是早期吳宇森、勞勃·羅里葛茲和史蒂芬·桑莫斯導演的作品。

## 作品列表

### 電視動畫
- 新世紀福音戰士（新世紀エヴァンゲリオン，1996年）   #25－26 原畫；動畫
- 秀逗魔導士 NEXT（スレイヤーズ NEXT，1996年）   #22、26 原畫
- VS騎士檸檬汽水&40炎（VS騎士ラムネ&40炎，1996年）  #23 原畫
- 马赫GoGoGo 第二作（マッハGoGoGo（第2作），1997年）  OP1、OP2、#4、34 原畫
- 勇者王（勇者王ガオガイガー，1997年）  #28、30 原畫
- 秀逗魔導士 TRY（スレイヤーズ スレイヤーズ TRY，1997年）  #1、6、14 原畫
- 超時空金牌小女將（バトルアスリーテス 大運動会，1997年）  #9、23 原畫
- VIRUS（1997年）  #1、4、11 原畫
- 小孩子的玩具（こどものおもちゃ，1997年）  #54、75 原畫
- （1997年）  原畫
- 他和她的事情（彼氏彼女の事情，1997年）  #19 劇本；#1、3、19 分鏡；#3、10、11、19 作畫監督；#3、25、26 原畫
- 白色十字架（ヴァイスクロイツ，1997年）  OP2 原畫
- #1、2 原畫
- 新世紀福音戰士（新世紀エヴァンゲリオン，1997年）  #23錄像格式版 原畫
- （1997年）  原畫
- 魔域幽靈The Animated Series（ヴァンパイアハンター The Animated Series，1997年）  #4 原畫
- 微星小超人（小さな巨人 ミクロマン，1999年）  #26 作畫監督、#39、52 原畫
- 徽章戰士（メダロット，1999年）  #1 原畫；#14 分鏡、演出、作畫監督
- 地球防禦企業（地球防衛企業ダイ・ガード，1999年）  #3 分鏡；OP 原畫
- WILD ARMS Twilight Venom（ワイルドアームズ 〜Twilight Venom，1999年）  OP、#3 原畫
- FLCL（フリクリ，2000年）  #1、5、6 分鏡；#2、5 作畫監督；#1、3 作畫監督補佐；#1、4、5、6 原畫；#2、5 設定
- 小魔女DoReMi（おジャ魔女どれみ，2000年）  OP 原畫
- 大~集合！小魔女DoReMi（も〜っと! おジャ魔女どれみ，2001年）  OP1、OP2 原畫
- （2001年）  ED、5、11、18 分鏡；ED 演出；ED 原畫
- （2001年）  原畫
- 通靈王（シャーマンキング，2001年）  OP1、OP2 原畫
- 魔力女管家（まほろまてぃっく，2001年）   OP、#4 原畫
- HELLSING（2001年）  OP 原畫
- （2001年）  #4 原畫
- 阿倍野橋魔法商店街（アベノ橋魔法☆商店街，2002年）  #3、12 分鏡；#3 演出；#3、12 作畫監督
- （2002年）  分鏡、演出、作畫監督
- 超齡細公主（ぷちぷり*ユーシィ，2003年）  #7 分鏡；#7 原畫
- GAD GUARD（2003年）  #5 分鏡；#24 原畫
- （2003年）  原畫
- 魁！！天兵高校（魁!!クロマティ高校，2003年）  OP 分鏡
- 鋼之鍊金術師（鋼の錬金術師，2003年）  #22 原畫
- 波波羅古洛伊斯物語（ポポロクロイス，2003年）   #6 原畫
- 十兵衞2 - 西伯利亞柳生的逆襲（十兵衛ちゃん2 -シベリア柳生の逆襲-，2004年）   #7 原畫
- 這醜陋又美麗的世界（この醜くも美しい世界，2004年）   OP、ED、#7原畫
- 琉球武士瘋雲錄（サムライチャンプルー，2004年）   #8 分鏡
- （2005年）   監督
- 我的主人（これが私の御主人様，2005年）   #4 分鏡
- 絕對少年（絶対少年，2005年）   #23 原畫
- 機獸超世紀（ゾイドフューザーズ，2005年）   #26 原畫
- 天堂之吻（Paradise Kiss，2005年）   ED作畫
- 黑貓（BLACK CAT，2005年）   #18 分鏡；OP、#18 原畫
- 新宇宙飛龍（ガイキング LEGEND OF DAIKU-MARYU，2006年）   #1、13 原畫
- 天元突破 紅蓮螺巖（天元突破グレンラガン!，2007年）   監督
- 旋風管家（ハヤテのごとく!，2007年）   #39 原畫
- 俗．絕望先生（俗・さよなら絶望先生，2008年）   #9 「絕望FIGHT」分鏡
- 十字架與吸血鬼（ロザリオとバンパイア，2008年）   #10 原畫
- 機動戰士高達00（機動戦士ガンダム00，2008年）   #25 原畫
- 小雙俠 (2008年動畫版)（ヤッターマン，2008年）   #12 #54 原畫
- 屍姫 赫（屍姫 赫，2008年）   OP、#5 原畫
- 魔力女管家特別篇 我回來了◆歡迎回來（まほろまてぃっく特別編 ただいま◆おかえり，2009年）   前篇原畫
- 吊帶襪天使（Panty & Stocking with Garterbelt，2010年）   監督
- 丹特麗安的書架（ダンタリアンの書架，2011年）   #5 分鏡
- 紙箱戰機（ダンボール戦機，2011年）   OP2 原畫
- 神样DOLLS（神様ドォルズ，2011年）   原畫
- 偶像大師（アイドルマスター，2011年）   #15 无尽合体如月 原畫
- 黑岩射手（ブラック★ロックシューター，2012年）   CG特技監督
- KILL la KILL（キルラキル，2013年） 监督
- 宇宙巡警露露子（宇宙パトロールルル子，2016年） 监督
- DARLING in the FRANXX（ダーリン・イン・ザ・フランキス，2018年） 動作監修、分鏡
- BNA Brand New Animal（BNA ビー・エヌ・エー，2020年） 動作導演、#1#12 分鏡

### 網路動畫
- 星際大戰：視界第三話：雙胞胎（スター・ウォーズ:ビジョンズ ツインズ，2021年） 監督
- 電馭叛客：邊緣行者（サイバーパンク エッジランナーズ，2022年） 監督

### OVA
- 真蓋特機器人 世界最後之日（真ゲッターロボ 世界最後の日，1997年）   #2 原畫
- （2002年）   #2 分鏡；#2、3 原畫
- Re: 甜心戰士（Re:キューティーハニー，2004年）   #1 監督；#1 分鏡；#1、3 原畫
- 飛越顛峰2（トップをねらえ!2，2004年）   #4 巨型機械作畫監督；#1、2、5 原畫；#4 第二原畫
- 吊帶襪天使短篇（Panty&Stocking in Sanitarybox，2011年）   監督
- Sex & Violence with Machspeed（Sex&VIOLENCE with MACHSPEED，2015年）   監督、原案

### 劇場動畫
- 新世紀福音戰士劇場版（新世紀エヴァンゲリオン劇場版，1997年）   #25、26 原畫
- 甜心戰士（キューティーハニー，2004年）   動畫場景分鏡；演出
- 落葉（2005年）   監督
- ONE PIECE 祭典男爵與神祕島（ONE PIECE THE MOVIE オマツリ男爵と秘密の島，2005年）   原畫
- 天元突破 紅蓮螺巖 紅蓮篇（劇場版 天元突破グレンラガン 紅蓮編，2008年）   監督、巨型機械作畫監督
- 天元突破 紅蓮螺巖 螺巖篇（劇場版 天元突破グレンラガン 螺巖編，2009年）   監督、巨型機械作畫監督
- 福音戰士新劇場版：破（ヱヴァンゲリヲン新劇場版:破，2009年）   原畫
- 雷頓教授與永遠的歌姬（レイトン教授と永遠の歌姫，2009年）   分鏡
- 超時空甩尾（REDLINE，2010年）   原畫
- 普羅米亞（PROMARE，2019年）   監督

### 其他
- 他和她的事情（彼氏彼女の事情，1997年）   #1 漫畫
- PS ，2000年）   OP 原畫
- PS2 ，2001年）   OP 原畫
- PS2 ，2003年）   原畫
- PS2 NAMCO x CAPCOM（2005年）   OP 監督[8]
- PS2 （2005年）   OP 監督；作畫監督；原畫

## 外部連結
- TRIGGER Inc. | 株式会社トリガー （页面存档备份，存于）
- 今石洋之的X（前Twitter）
- WEBアニメスタイル （页面存档备份，存于） 『天元突破グレンラガン』今石洋之＆中島かずきインタビュー